# Santo Estêvão (Estremoz)
Santo Estêvão é uma localidade portuguesa do Município de Estremoz que foi sede da extinta Freguesia de Santo Estêvão, freguesia que tinha 33,58 km² de área e 74 habitantes (2011), e, por isso, uma densidade populacional de 2,2 hab/km².
A Freguesia de Santo Estêvão foi extinta em 2013, no âmbito de uma reforma administrativa nacional, para, em conjunto com a Freguesia de São Bento do Cortiço, formar uma nova freguesia denominada União das Freguesias de São Bento do Cortiço e Santo Estêvão com sede em São Bento do Cortiço.

## População
| População da freguesia de Santo Estêvão | População da freguesia de Santo Estêvão | População da freguesia de Santo Estêvão | População da freguesia de Santo Estêvão | População da freguesia de Santo Estêvão | População da freguesia de Santo Estêvão | População da freguesia de Santo Estêvão | População da freguesia de Santo Estêvão | População da freguesia de Santo Estêvão | População da freguesia de Santo Estêvão | População da freguesia de Santo Estêvão | População da freguesia de Santo Estêvão | População da freguesia de Santo Estêvão | População da freguesia de Santo Estêvão | População da freguesia de Santo Estêvão |
| --------------------------------------- | --------------------------------------- | --------------------------------------- | --------------------------------------- | --------------------------------------- | --------------------------------------- | --------------------------------------- | --------------------------------------- | --------------------------------------- | --------------------------------------- | --------------------------------------- | --------------------------------------- | --------------------------------------- | --------------------------------------- | --------------------------------------- |
| 1864                                    | 1878                                    | 1890                                    | 1900                                    | 1911                                    | 1920                                    | 1930                                    | 1940                                    | 1950                                    | 1960                                    | 1970                                    | 1981                                    | 1991                                    | 2001                                    | 2011                                    |
| 275                                     | 373                                     | 400                                     | 411                                     |                                         |                                         |                                         | 553                                     | 496                                     | 485                                     | 293                                     | 200                                     | 148                                     | 112                                     | 74                                      |

Nos anos de 1911 a 1930 estava anexada à freguesia de São Bento do Cortiço. Pelo decreto-lei nº 27.424, de 31/12/1936, passaram a ser freguesias autónomas